# Jermaine Anderson (football)
Jermaine Christopher Anderson (né le 22 février 1979) est un footballeur international jamaïcain.

## Carrière
Anderson débute au Village United et fait une saison au Seba United. En 2002, il fait ses débuts en équipe nationale jamaïcaine. Il passe quelques saisons au Wadadah FC avant de rejoindre Waterhouse avec qui il remporte la coupe de Jamaïque en 2008.
Après neuf ans d'absence, il revient en équipe de Jamaïcaine à l'occasion de la Coupe caribéenne des nations 2012. Il inscrit son premier but en sélection lors de cette compétition, face à Cuba.
Le documentaire Reggae Boyz paru en 2018 sur la chaîne Arte pour la France relate notamment son parcours en qualifications pour la Coupe du Monde de football.